# Selenia braconieri
Selenia braconieri är en fjärilsart som beskrevs av Nordström 1935. Selenia braconieri ingår i släktet Selenia och familjen mätare. Inga underarter finns listade.